# Гелиоскоп
Гелиоскоп (от др.-греч. ἥλιος — солнце, σκοπέω — смотрю) — телескоп для наблюдений за Солнцем.
Первый гелиоскоп был сконструирован в 1611 году Кристофом Шейнером для наблюдений за пятнами на Солнце. Кристоф Шейнер осуществил разработанную Кеплером схему телескопа, заменив обычное стекло на цветное.
Использовались также гелиоскопы с закопчёнными стеклами, а позднее — посеребренные стекла, тёмные светофильтры и специальные гелиоскопические окуляры, которые использовали явление поляризации для ослабления силы света. Гелиоскопы могли применяться для прямого наблюдения за Солнцем или для проецирования изображения Солнца на экране за окуляром (такой схемой впервые воспользовался Галилео Галилей). С развитием фотографических и вовсе не связанных с видимым светом (радио, рентгеновские, нейтринные) методов исследования астрономических объектов, гелиоскопы потеряли своё значение.